# Philotheca scabra
Philotheca scabra är en vinruteväxtart. Philotheca scabra ingår i släktet Philotheca och familjen vinruteväxter.

## Underarter
Arten delas in i följande underarter:
- P. s. latifolia
- P. s. scabra